# Swedish Touring Car Championship
Het Swedish Touring Car Championship is een tourwagen-raceklasse in Zweden. Het is vergelijkbaar met het BTCC. Het wordt gehouden sinds 1996 in Zweden en Noorwegen. Het wordt sterk beïnvloed door het BTCC, als het BTCC populair op tv is is het STCC dat ook. De automerken die hier meedoen zijn: Alfa Romeo, Audi, BMW, Chevrolet, Honda, Mercedes-Benz, Opel, Peugeot en Volvo. Er is ook een juniorenklasse van deze raceklasse: JTCC.

## Kwalificatie en race
- Kwalificatie

Er is een 20 minuten durende kwalificatie voor alle coureurs. De acht snelsten gaan naar de Super Pole en de rest start zoals ze zich gekwalificeerd hebben.
- Super Pole

In de Super Pole moeten de acht coureurs één vliegende ronde rijden en daarmee hun tijd zetten. De achtste van de kwalificatie begint, daarna de zevende en zo verder. Wie van deze acht de snelste is heeft pole position.
- Race

Er is één race tijdens een raceweekend van maximaal 40 minuten. Het is een rollende start. Er moet minstens één pit-stop worden gehouden waarbij minimaal twee banden moeten worden verwisseld.

## Kampioenen
| Jaar | Kampioenschap     | Kampioenschap | Kampioenschap             | Onafhankelijk (Caran Cup) | Onafhankelijk (Caran Cup) |
| Jaar | Coureur           | Fabrikant     | Team                      | Coureur                   | Fabrikant                 |
| ---- | ----------------- | ------------- | ------------------------- | ------------------------- | ------------------------- |
| 1996 | Jan Nilsson       | Volvo         | Flash Engineering         | -                         | -                         |
| 1997 | Jan Nilsson       | Volvo         | Flash Engineering         | -                         | -                         |
| 1998 | Fredrik Ekblom    | BMW           | WestCoast Racing          | Pontus Mörth              | Opel                      |
| 1999 | Mattias Ekström   | Audi          | Kristoffersson Motorsport | Kim Esbjug                | BMW                       |
| 2000 | Tommy Rustad      | Nissan        | Crawford Nissan Racing    | Magnus Krokström          | Audi                      |
| 2001 | Roberto Colciago  | Audi          | Kristoffersson Motorsport | Tobias Johansson          | Audi                      |
| 2002 | Roberto Colciago  | Audi          | Kristoffersson Motorsport | Tobias Johansson          | Audi                      |
| 2003 | Fredrik Ekblom    | Audi          | Kristoffersson Motorsport | -                         | -                         |
| 2004 | Richard Göransson | BMW           | WestCoast Racing          | Johan Nilsson             | Volvo                     |
| 2005 | Richard Göransson | BMW           | WestCoast Racing          | Johan Nilsson             | BMW                       |
| 2006 | Thed Björk        | Audi          | Kristoffersson Motorsport | Joakim Fridh              | BMW                       |
| 2007 | Fredrik Ekblom    | BMW           | WestCoast Racing          | Joakim Fridh              | Opel                      |
| 2008 | Richard Göransson | BMW           | Flash Engineering         | Tobias Johansson          | Mercedes-Benz             |
| 2009 | Tommy Rustad      | Volvo         | Polestar Racing           | Viktor Hallrup            | BMW                       |
| 2010 | Richard Göransson | BMW           | WestCoast Racing          | Andreas Ebbesson          | BMW                       |